# Bárcena de Cicero (localidad)
Bárcena de Cicero es una localidad o lugar del homónimo municipio de Bárcena de Cicero en Cantabria, España. Es Partido Judicial de Santoña y está situado a 0,5 km de Gama, capital del municipio.
En este lugar se reunieron en 1085 las Juntas Generales de la Hermandad de las Cuatro Villas.
El conjunto urbano, repartido entre sus barrios, es una muestra interesante de la arquitectura popular. Pueden verse además una serie de casonas, palacios y torres señoriales de los siglos XVII y XVIII. Comprende los siguientes barrios:
La Bodega, Cornocío, El Cristo, La Cuesta, La Iglesia, Lamadrid, El Manzanal, Palacio y Tuebre.

## Edificios de interés
- Palacio de La Colina , mandado edificar en 1759 por Juan Antonio de la Colina que fue héroe de El Morro de La Habana. Se trata de un conjunto con portalada, cerrado con muro. Consta de casona noble con escudos, más una torre de tres cuerpos y puerta de arco de medio punto rebajado. Fue declarado BIC con categoría de monumento en 1985.
- Casona de Londoño, situada en el barrio de Lamadrid. Es del siglo XVIII, de planta rectangular y conserva y un balcón de hierro forjado, a cuyos flancos pueden verse dos escudos, a un lado las armas de Londoño, Mazarredo y Vado y al otro Pezuela, Miera, Sota, Muñoz y Martínez. La fachada es de sillería y el resto de la construcción, de sillarejo. Perteneció a Jerónimo de Londoño que fue caballero de la orden de Alcántara. Emigró a Perú donde caso con mª Antonia de Pezuela.
- Palacio y Capilla de Rugama, situado en el barrio de La Bodega (cerca de Gama). Construido en 1740 por el capitán Lorenzo de Rugama,  diputado en Manila.
- Torre de la familia Arredondo, situada muy cerca del palacio de Rugama; construida en sillería, planta cuadrada, con cuatro cuerpos más un piso de mampostería adosado. Está blasonada; se accede por un arco rebajado. Es de la primera mitad del siglo XVII. En la tercera planta ostenta dos escudos recortados y entremedias una leyenda que dice:  Don Antonio del Palacio y Arredondo, Tesorero y Capellán Mayor de la Catedral de Ávila.

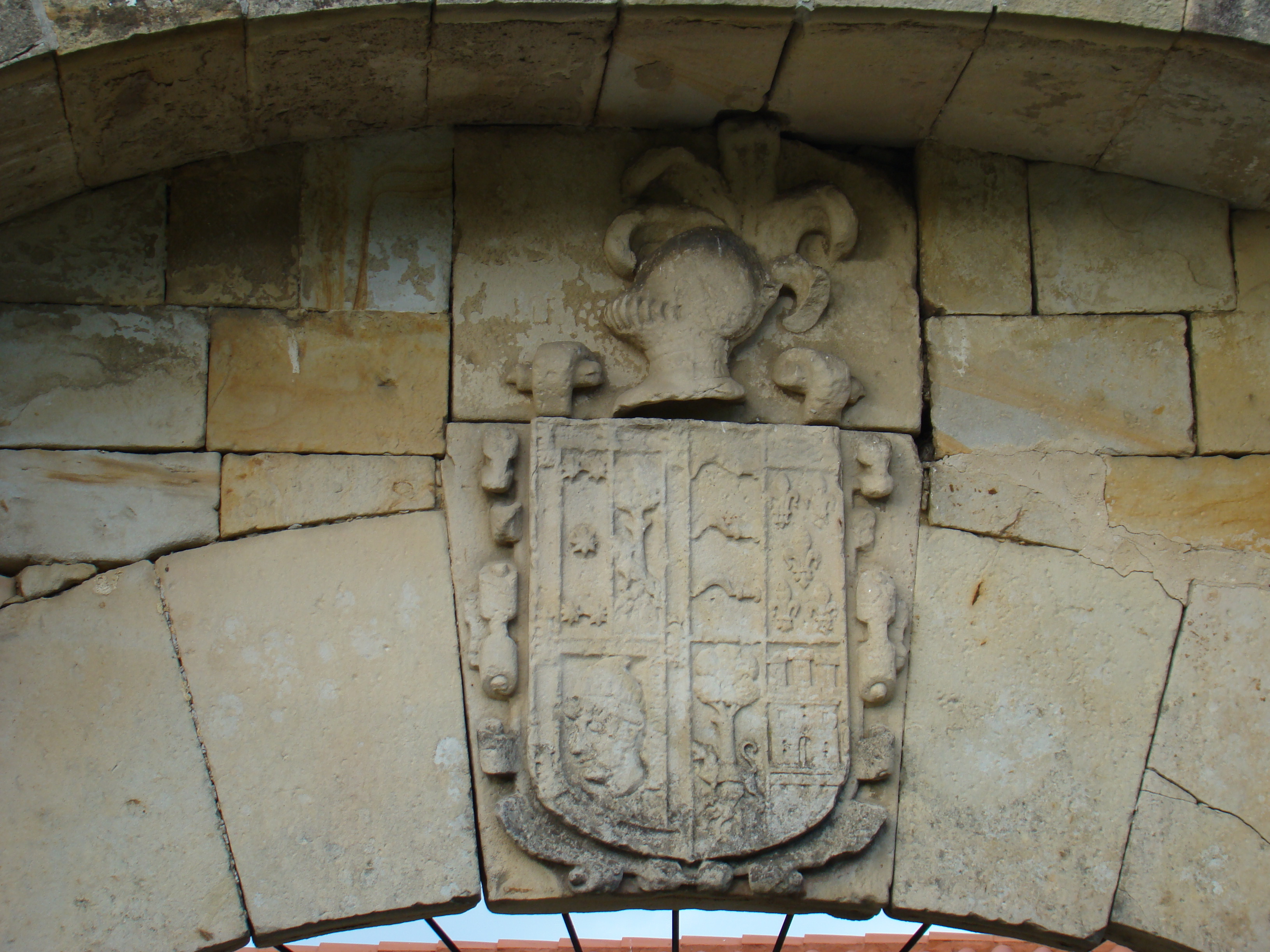
Escudo de la casona de Juan de Valle Rozadilla.

- Casona de Juan Valle Rozadilla, en el barrio de El Cristo. Se accede al interior por un arco carpanel que ostenta un escudo y que forma parte de la portalada. Siglo XVIII.
- Casa de Cabro Llorente, en el barrio de Lamadrid, de la segunda mitad del siglo XVII. Fachada de sillería con sillares en las esquinas y el resto de sillarejo. Entrada con arco rebajado y sobre él un balcón a cuyos flancos se ven dos escudos. El de la izquierda pertenece a las armas de la casa, con tres bandas y árbol de encina. El de la derecha pertenece a la familia de Arredondo.
- Casa del marqués de Mazarredo, en el barrio de Tuebre. Es de mediados del siglo XVIII. Tiene fachada de sillería. Se accede por un arco rebajado. Debajo de la solana se ve el gran escudo de más de dos metros de altura.
- Casona Solariega de la familia LLamosa retorcida al palacio de rugama con su capilla.
- Casa Torre de Antonio Sevil Santelices, caballero de Santiago.